# Tenreks en goudmollen
Tenreks en goudmollen (Afrosoricida) zijn een orde van zoogdieren die vrij recent is geïdentificeerd op basis van moleculair genetisch onderzoek. Het omvat drie families: de tenreks (Tenrecidae), otterspitsmuizen (Potamogalidae) en goudmollen (Chrysochloridae). De orde omvat 55 soorten die voorkomen op het vaste land van Afrika en op Madagaskar. Morfologisch gezien delen de soorten uit deze orde veel overeenkomsten met de insecteneters (Eulipotyphla), een orde die onder andere de egels en mollen omvat. Ze lijken er dusdanig op, dat ze voorheen samen tot één orde werden gerekend: Insectivora, uit genetisch onderzoek bleek echter dat de tenreks en goudmollen niet gerelateerd zijn aan de insecteneters, maar behoort tot de superorde Afrotheria. De morfologische gelijkenissen zijn dus ontstaan door middel van convergente evolutie.

## Kenmerken

### Lichaamsbouw

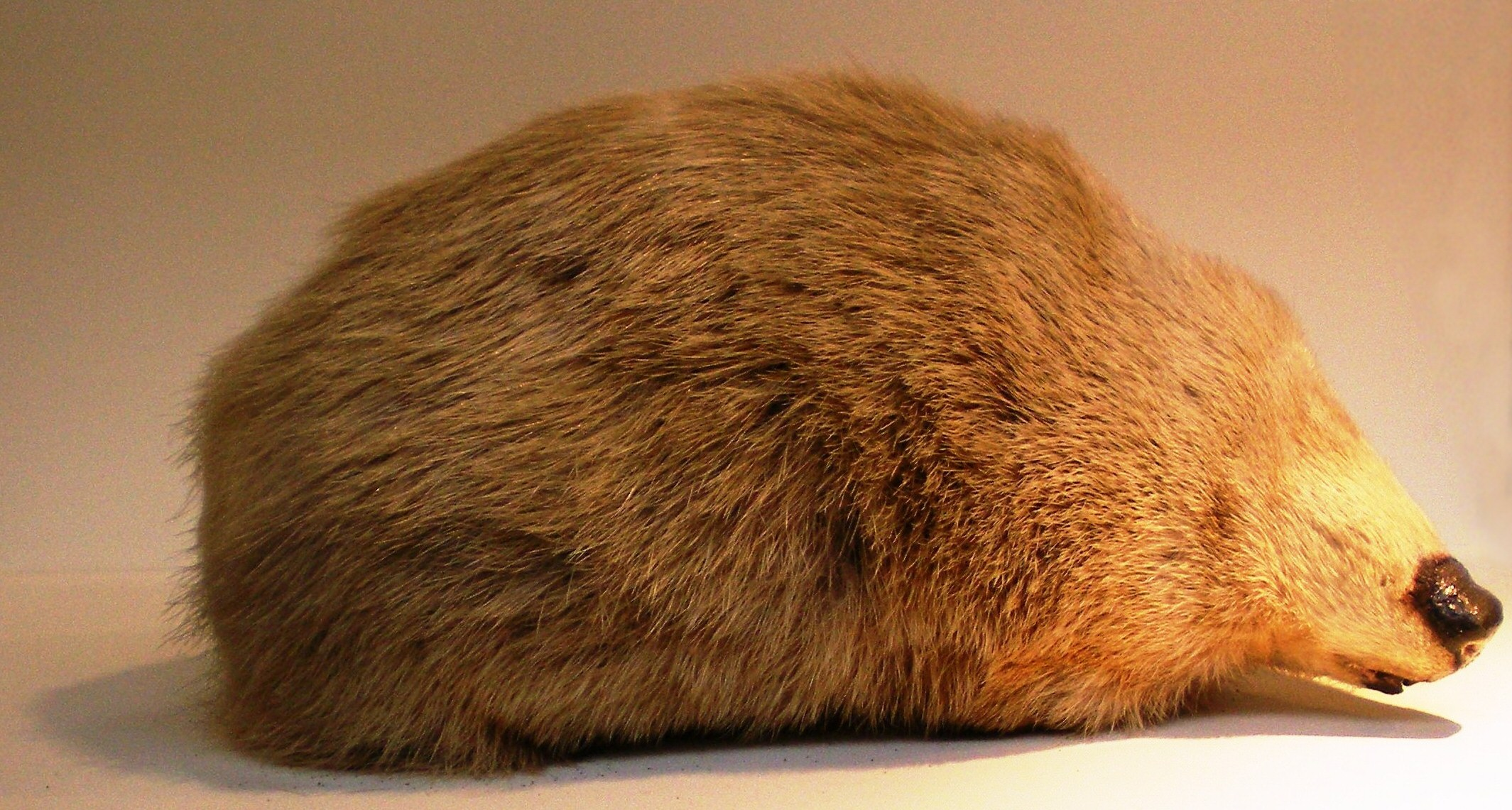
Reuzengoudmol (Chrysospalax trevelyani)

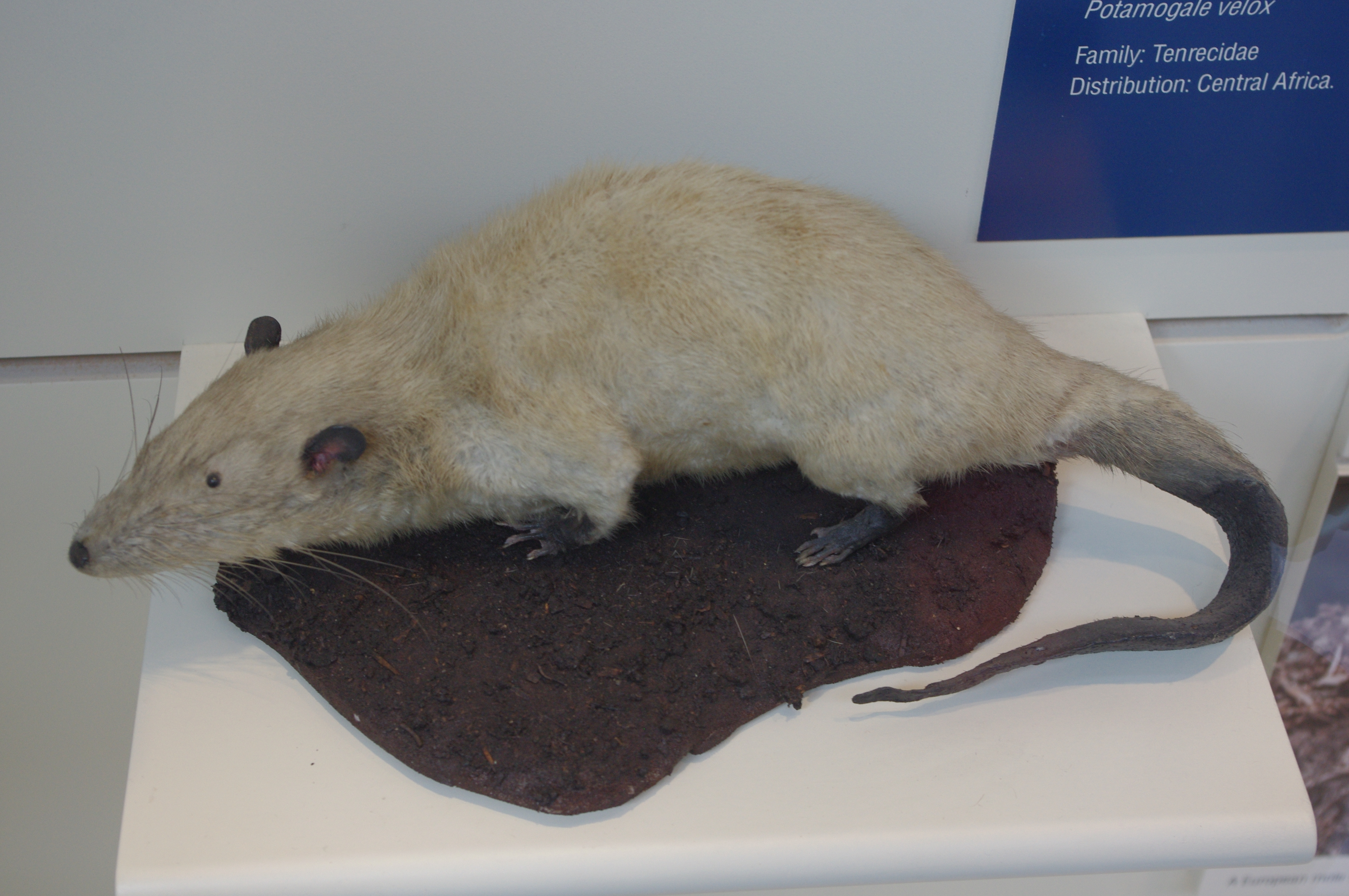
Grote otterspitsmuis (Potamogale velox)

De tenreks en goudmollen bezetten verschillende ecologische niches, waaraan hun lichaamsbouw is aangepast. Hierdoor is de orde zeer divers qua lichaamsbouw. Zo zijn de goudmollen (Chrysochloridae) aangepast aan een ondergrondse gravende levenswijze waardoor ze qua uiterlijk lijken op mollen en zijn de otterspitsmuizen (Potamogalidae) aangepast aan een semi-aquatische levenswijze waardoor ze enigszins lijken op otters. Binnen de familie van de tenreks (Tenrecidae) bestaat grote morfologische diversiteit, met soorten die qua uiterlijk lijken op spitsmuizen, maar ook soorten die lijken op egels.
De kop-romplengtes variëren tussen de 4 en 40 centimeter. De staartlengte varieert ook sterk, van kort en stompachtig bij de goudmollen en egeltenreks tot soms meer dan twee keer zo lang als de rest van het lichaam bij spitsmuistenreks. Het gewicht ligt tussen de 3 gram en 2,4 kilogram.
De ledematen zijn bij alle leden van deze orde relatief kort. De voorpoten van de goudmollen zijn gespecialiseerd om mee te kunnen graven, waarbij de klauw aan de derde vinger langwerpig is. De ledematen van de tenreks zijn ook aangepast aan hun leefwijze, bij sommige soorten zijn ze geschikt om te graven, klimmen of rennen. Sommige tenreks en otterspitsmuizen hebben daarnaast zwemvliezen. Bij tenreks zijn het scheenbeen en het kuitbeen vaak aan de onderkant vergroeid.

### Hoofd en tanden
Het hoofd is kegelvormig of langwerpig, met een puntige snuit. Net als bij veel ondergrondse zoogdieren hebben goudmollen geen oorschelpen, terwijl tenreks relatief grote oorschelpen hebben. Tenreks en otterspitsmuizen hebben kleine ogen, terwijl bij goudmollen de ogen bedekt zijn met vacht en niet-functioneel zijn. De zygomatische boog is een definiërend kenmerk, hij is niet gesloten bij tenreks en otterspitsmuizen. Goudmollen hebben een volledige gesloten boog, maar deze wordt alleen gevormd uit de voorste boogbevestiging en moet daarom als secundair worden beschouwd.
De tandformule is 2-3.1.3.2-32-3.1.3.2-3, in totaal hebben ze dus 32 tot 40 tanden. Vaak zijn de bovenste en tweede onderste snijtand vergroot en is de hoektand klein. De kiezen hebben een zalambdodont oppervlaktepatroon, wat betekent dat de kiezen van bovenaf v-vormig zijn.

### Interne anatomie
Het spijsverteringsstelsel is eenvoudig gebouwd, zo hebben ze geen blindedarm en is de darm kort en buisvormig. Een onderscheidend kenmerk van de orde is dat, net als bij cloacadieren, het urogenitaal stelsel eindigt in een enkele opening, de cloaca. Bij de mannetjes van de meeste soorten in de orde bevinden de testikels zich in de buikholte en is een scrotum afwezig. Dit onderscheidt de orde van de insecteneters, maar kan een basale eigenschap van zoogdieren vertegenwoordigen. De vrouwtjes hebben, net als de insecteneters, een tweehoornige baarmoeder (uterus bicornis).

## Verspreiding en leefgebied
De soorten uit deze orde komen exclusief voor in Afrika ten zuiden van de Sahara en op Madagaskar. De tenreks komen uitsluitend voor op Madagaskar, de otterspitsmuizen komen voor op het Afrikaanse vasteland rond de evenaar en de goudmollen leven voornamelijk in zuidelijk Afrika.
Er worden veel verschillende habitats bewoond door de soorten uit deze orde, van droge woestijngebieden tot graslanden en tropische bossen. De soorten worden gevonden van zeeniveau tot op een hoogte van 4000 meter. De otterspitsmuizen en de watertenrek hebben een semi-aquatische levensstijl en zijn daardoor voornamelijk te vinden langs rivieren en andere waterlichamen.

## Leefwijze

### Algemeen
De leefwijzen van de soorten uit deze orde zijn zeer divers, wat ook tot uiting komt in hun lichaamsbouw. De goudmollen brengen het grootste deel van hun leven ondergronds door. Daarnaast bestaan er ook een aantal soorten tenreks die aangepast zijn aan graven, maar die besteden in mindere mate hun leven onder de grond. De meeste tenreks gebruiken zelfgegraven holen als schuilplaats. Een groter deel van de tenreks leeft boven de grond of klimt in bomen. Spitsmuistenreks hebben een lange grijpstaart, die helpt met het leven in bomen. De otterspitsmuizen en watertenrek verblijven het grootste deel van hun leven in het water op zoek naar voedsel. Op een aantal uitzonderingen na leven de dieren solitair en vermijden ze contact met soortgenoten buiten het paarseizoen.
Een onderscheidend kenmerk van deze orde is dat hun lichaamstemperatuur flexibeler is dan die van de meeste andere zoogdieren. De temperatuur kan gedeeltelijk worden aangepast aan de omgeving. Veel soorten vallen regelmatig in torpor, wanneer de buitentemperatuur koel is en er weinig voedsel beschikbaar is.

### Dieet
Het dieet bestaat uit insecten en andere ongewervelde dieren, zoals regenwormen. De aquatische soorten eten ook schaaldieren. In verschillende mate vullen kleine gewervelde dieren, aas en plantaardig materiaal het dieet aan.

### Voortplanting
Er is weinig bekend over de voortplanting, maar de voortplanting verschilt ook per soort. De aantal jongen per nest varieert tussen 1 en 32 in de gewone tenrek, een van de hoogste aantallen van alle zoogdieren. Jongen worden geboren in het beschutte hol van de moeder, die meestal de jongen alleen opvoedt.

## Systematiek

### Taxonomische geschiedenis
Sinds de beschrijving van de orde Insectivora in 1821 werden de tenreks en goudmollen zonder twijfel in deze orde ingedeeld. Ondanks dat deze orde een turbulente taxonomische geschiedenis had, waren vrijwel alle auteurs het eens dat de tenreks en goudmollen hier wel in thuishoorden. Zelfs nadat de huidvliegers, toepaja's en springspitsmuizen in 1910 werden afgesplitst bleven de tenreks en goudmollen in de orde Insectivora vanwege hun sterke morfologische gelijkenissen met de andere insecteneters. De interne indeling van de insecteneters was wel altijd controversieel, zo werden tenreks gezien als nauwe verwanten van solenodons en goudmollen als nauwe verwanten van mollen of als basale groep binnen de insecteneters.
Met de komst van moleculair genetisch onderzoek in de systematiek is de visie op de indeling van de tenreks en goudmollen sterk veranderd. In 1997 plaatste een team van onderzoekers de goudmolen voor het eerst buiten de insecteneters en deelde hun in in een clade van Afrikaanse zoogdieren. Het hierop volgende jaar toonde onderzoek aan dat de tenreks ook tot deze clade behoorden en ze een gemeenschappelijk taxon met de goudmollen vormen. Hierdoor werd de wetenschappelijke naam van de orde Afrosoricida beschreven, die letterlijk "Afrikaanse spitsmuisachtigen" (afro+sorex+ida) betekent en de tenreks en goudmollen zou omvatten. De bovenliggende clade van Afrikaanse zoogdieren werd Afrotheria genoemd. Veel latere studies hebben deze indeling bevestigd en hebben de polyfilie van de voormalige orde Insectivora duidelijk gemaakt. Hierdoor is deze voormalige orde tegenwoordig verdeeld over twee nieuwe ordes: de echte insecteneters (Eulipotyphla) en de tenreks en goudmollen (Afrosoricida). Over deze indeling bestaat tegenwoordig een breed gedragen consensus onder wetenschappers.

### Huidige indeling
|               | Chrysochloridae                                              |
|               |                                                              |
| Tenrecomorpha | \| \| Potamogalidae \| \| \| \| \| \| Tenrecidae \| \| \| \| |
|               | \| \| Potamogalidae \| \| \| \| \| \| Tenrecidae \| \| \| \| |
|               | Potamogalidae                                                |
|               |                                                              |
|               | Tenrecidae                                                   |
|               |                                                              |

|  | Potamogalidae |
|  |               |
|  | Tenrecidae    |
|  |               |

|               | Chrysochloridae                                              |
|               |                                                              |
| Tenrecomorpha | \| \| Potamogalidae \| \| \| \| \| \| Tenrecidae \| \| \| \| |
|               | \| \| Potamogalidae \| \| \| \| \| \| Tenrecidae \| \| \| \| |
|               | Potamogalidae                                                |
|               |                                                              |
|               | Tenrecidae                                                   |
|               |                                                              |

|  | Potamogalidae |
|  |               |
|  | Tenrecidae    |
|  |               |

|               | Chrysochloridae                                              |
|               |                                                              |
| Tenrecomorpha | \| \| Potamogalidae \| \| \| \| \| \| Tenrecidae \| \| \| \| |
|               | \| \| Potamogalidae \| \| \| \| \| \| Tenrecidae \| \| \| \| |
|               | Potamogalidae                                                |
|               |                                                              |
|               | Tenrecidae                                                   |
|               |                                                              |

|  | Potamogalidae |
|  |               |
|  | Tenrecidae    |
|  |               |

|               | Chrysochloridae                                              |
|               |                                                              |
| Tenrecomorpha | \| \| Potamogalidae \| \| \| \| \| \| Tenrecidae \| \| \| \| |
|               | \| \| Potamogalidae \| \| \| \| \| \| Tenrecidae \| \| \| \| |
|               | Potamogalidae                                                |
|               |                                                              |
|               | Tenrecidae                                                   |
|               |                                                              |

|  | Potamogalidae |
|  |               |
|  | Tenrecidae    |
|  |               |

| Proboscidea | Elephantidae                                                |
|             | Elephantidae                                                |
| Sirenia     | \| \| Dugongidae \| \| \| \| \| \| Trichechidae \| \| \| \| |
|             | \| \| Dugongidae \| \| \| \| \| \| Trichechidae \| \| \| \| |
|             | Dugongidae                                                  |
|             |                                                             |
|             | Trichechidae                                                |
|             |                                                             |

|  | Dugongidae   |
|  |              |
|  | Trichechidae |
|  |              |

| Proboscidea | Elephantidae                                                |
|             | Elephantidae                                                |
| Sirenia     | \| \| Dugongidae \| \| \| \| \| \| Trichechidae \| \| \| \| |
|             | \| \| Dugongidae \| \| \| \| \| \| Trichechidae \| \| \| \| |
|             | Dugongidae                                                  |
|             |                                                             |
|             | Trichechidae                                                |
|             |                                                             |

|  | Dugongidae   |
|  |              |
|  | Trichechidae |
|  |              |

|               | Chrysochloridae                                              |
|               |                                                              |
| Tenrecomorpha | \| \| Potamogalidae \| \| \| \| \| \| Tenrecidae \| \| \| \| |
|               | \| \| Potamogalidae \| \| \| \| \| \| Tenrecidae \| \| \| \| |
|               | Potamogalidae                                                |
|               |                                                              |
|               | Tenrecidae                                                   |
|               |                                                              |

|  | Potamogalidae |
|  |               |
|  | Tenrecidae    |
|  |               |

|               | Chrysochloridae                                              |
|               |                                                              |
| Tenrecomorpha | \| \| Potamogalidae \| \| \| \| \| \| Tenrecidae \| \| \| \| |
|               | \| \| Potamogalidae \| \| \| \| \| \| Tenrecidae \| \| \| \| |
|               | Potamogalidae                                                |
|               |                                                              |
|               | Tenrecidae                                                   |
|               |                                                              |

|  | Potamogalidae |
|  |               |
|  | Tenrecidae    |
|  |               |

|               | Chrysochloridae                                              |
|               |                                                              |
| Tenrecomorpha | \| \| Potamogalidae \| \| \| \| \| \| Tenrecidae \| \| \| \| |
|               | \| \| Potamogalidae \| \| \| \| \| \| Tenrecidae \| \| \| \| |
|               | Potamogalidae                                                |
|               |                                                              |
|               | Tenrecidae                                                   |
|               |                                                              |

|  | Potamogalidae |
|  |               |
|  | Tenrecidae    |
|  |               |

|               | Chrysochloridae                                              |
|               |                                                              |
| Tenrecomorpha | \| \| Potamogalidae \| \| \| \| \| \| Tenrecidae \| \| \| \| |
|               | \| \| Potamogalidae \| \| \| \| \| \| Tenrecidae \| \| \| \| |
|               | Potamogalidae                                                |
|               |                                                              |
|               | Tenrecidae                                                   |
|               |                                                              |

|  | Potamogalidae |
|  |               |
|  | Tenrecidae    |
|  |               |

| Proboscidea | Elephantidae                                                |
|             | Elephantidae                                                |
| Sirenia     | \| \| Dugongidae \| \| \| \| \| \| Trichechidae \| \| \| \| |
|             | \| \| Dugongidae \| \| \| \| \| \| Trichechidae \| \| \| \| |
|             | Dugongidae                                                  |
|             |                                                             |
|             | Trichechidae                                                |
|             |                                                             |

|  | Dugongidae   |
|  |              |
|  | Trichechidae |
|  |              |

| Proboscidea | Elephantidae                                                |
|             | Elephantidae                                                |
| Sirenia     | \| \| Dugongidae \| \| \| \| \| \| Trichechidae \| \| \| \| |
|             | \| \| Dugongidae \| \| \| \| \| \| Trichechidae \| \| \| \| |
|             | Dugongidae                                                  |
|             |                                                             |
|             | Trichechidae                                                |
|             |                                                             |

|  | Dugongidae   |
|  |              |
|  | Trichechidae |
|  |              |

Op basis van moleculair genetisch onderzoek worden de tenreks en goudmollen gerekend tot de Afrotheria, een morfologisch heterogene groep die haar oorsprong vindt op het Afrikaanse continent. De verwantschappen binnen de Afrotheria zijn nog niet helemaal duidelijk. In de meeste studies vertegenwoordigen de springspitsmuizen (Macroscelidea) de zustergroep van de tenreks en goudmollen, samen met het aardvarken vormen deze groepen de clade Afroinsectiphilia.
Er worden tegenwoordig drie families onderscheiden binnen deze orde:
- Orde Afrosoricida Stanhope et al., 1998
  - Onderorde Chrysochloridea Broom, 1915
    - Familie Chrysochloridae Gray, 1825 (Goudmollen)

  - Onderorde Tenrecomorpha Butler, 1972
    - Familie Potamogalidae Allman, 1865 (Otterspitsmuizen)
    - Familie Tenrecidae Gray, 1821 (Tenreks)

De goudmollen worden onderverdeeld in twee onderfamilies (Chrysochlorinae en Amblysominae) op basis van morfologische en genetische gegevens. De tenreks worden onderverdeeld in drie goed gedefinieerde onderfamilies: de aardtenreks (Geogalinae), rijsttenreks (Oryzorictinae) en echte tenreks (Tenrecinae). De otterspitsmuizen werden voorheen ook als een onderfamilie van de tenreks gerekend, maar op basis van genetisch en morfologisch onderzoek is het tot aparte familie verheven.

## Fossiele geschiedenis
Op basis van de moleculaire klok moet de splitsing tussen de tenrekachtigen en goudmollen rondom de grens van het Krijt naar het Paleoceen hebben plaatsgevonden. Tot voor kort waren de oudst bekende goudmollen (Prochrysochloris) en tenrekachtigen (Protenrec) echter pas bekend uit Vroeg-Mioceen (circa 20 miljoen jaar geleden) van Kenia en Namibië. Vondsten in het Ouled Abdoun-bekken in Marokko en het Egyptische Fajoem hebben echter nieuwe inzichten gegeven over de vroege ontwikkeling van de Afrosoricida. Fylogenetische analyse en gedeelde morfologische kenmerken met Protenrec wijzen er op dat Todralestes en Afrodon uit het Laat-Paleoceen van het Ouled Abdoun-bekken beide basale afrosoriciden zijn. Dilambdogale is de oudst bekende afrosoricide uit Fajoem en leefde circa 37 miljoen jaar geleden. Het dier heeft een gegeneraliseerde morfologie en mogelijk is het een basale tenrekachtige, evenals de iets jongere Widanelfarasia (circa 34 Ma). Jawharia uit het Vroeg-Oligoceen (circa 32,5 Ma) is een meer ontwikkelde tenrekachtige. Eochrysochloris wordt beschouwd als een basale goudmol.
Cloacadieren · Opossums · Paucituberculata · Microbiotheria · Roofbuideldieren · Buideldassen · Buidelmollen · Klimbuideldieren · Tenreks en goudmollen · Springspitsmuizen · Buistandigen · Klipdasachtigen · Slurfdieren · Zeekoeien · Luiaards en miereneters · Gordeldierachtigen · Insecteneters · Vleermuizen · Schubdierachtigen · Roofdieren · Onevenhoevigen · Evenhoevigen · Walvissen · Knaagdieren · Haasachtigen · Huidvliegers · Toepaja's · Primaten